# Медуза (Караваджо)
Вижте пояснителната страница за други значения на Медуза.
Караваджо рисува две версии на Медуза, първата през 1596 г. и втората вероятно през 1597 г. Първата версия е известна и като Муртула по името на поета, който писал за нея (48x55 cm) е подписана от Караваджо с името Michel A F, (Michel Angelo Fecit) и е в частна колекция, докато втората версия, която е малко по-голяма (60 x 55 cm) не е подписана и се намира в галерия Уфици във Флоренция.
Картината „Медуза“ е поръчана е от кардинал Дел Монте, който поискал Караваджо да нарисува главата на Медуза на церемониалния щит, който да бъде поднесен през 1601 г. на Фердинад I ди Медичи, велик херцог на Тоскана.
Поетът Джамбатиста Марино обявява, че този щит символизирал куража на Дука при победата му над враговете.
Картината е забележителна с това, че усвоява вдлъбнатата повърхност на щита, като създава илюзията за триизмерност на изображението. По този начин главата на Горгона изглежда така разположена в пространството, като че кръвта около шията наистина се стича на земята.

## Легендата за Медуза
Според древногръцката митология след като убил Медуза, Персей използвал отрязаната ѝ глава като щит, с помощта на който превръщал своите врагове в камъни. В този смисъл през XVI в. било възприето Медуза да се счита за символ на триумфа на разума над чувствителността.